# Église San Nicolò al Lido
L'église San Nicolò est une église catholique de Venise, en Italie.

## Histoire
Le couvent de San Nicolo del Lido fut fondé par le doge Domenico Contarini, le patriarche de Grado Domenico Marengo et de l'évêque d'Olivola, Domenico Contarini, et concédé aux Bénédictins en 1053. Il est devenu très célèbre après le transfert des os du saint, trouvés dans l'église de Mira en Lycie au cours de la première croisade. 
En 1454, par désir des mêmes moines et avec l'approbation de Nicolas V, le monastère fut uni à la Congrégation de Sainte-Justine de Padoue, dans le but de réformer l'ordre bénédictin. 
En 1626, l'ancienne église, construite en 1044 par le doge Contarini, fut en mauvais état. On démarra la construction d'une nouvelle qui fut achevée en 1634.
Dans cette église, le doge et le Sénat écoutèrent la messe après la cérémonie du mariage à la mer.
La communauté fut supprimée par la république de Venise en 1770. L'église fut rouverte dans les premières années du XXe siècle et depuis 1926 elle est opérée par des frères mineurs franciscains.
Le couvent appartient au contraire au domaine militaire.

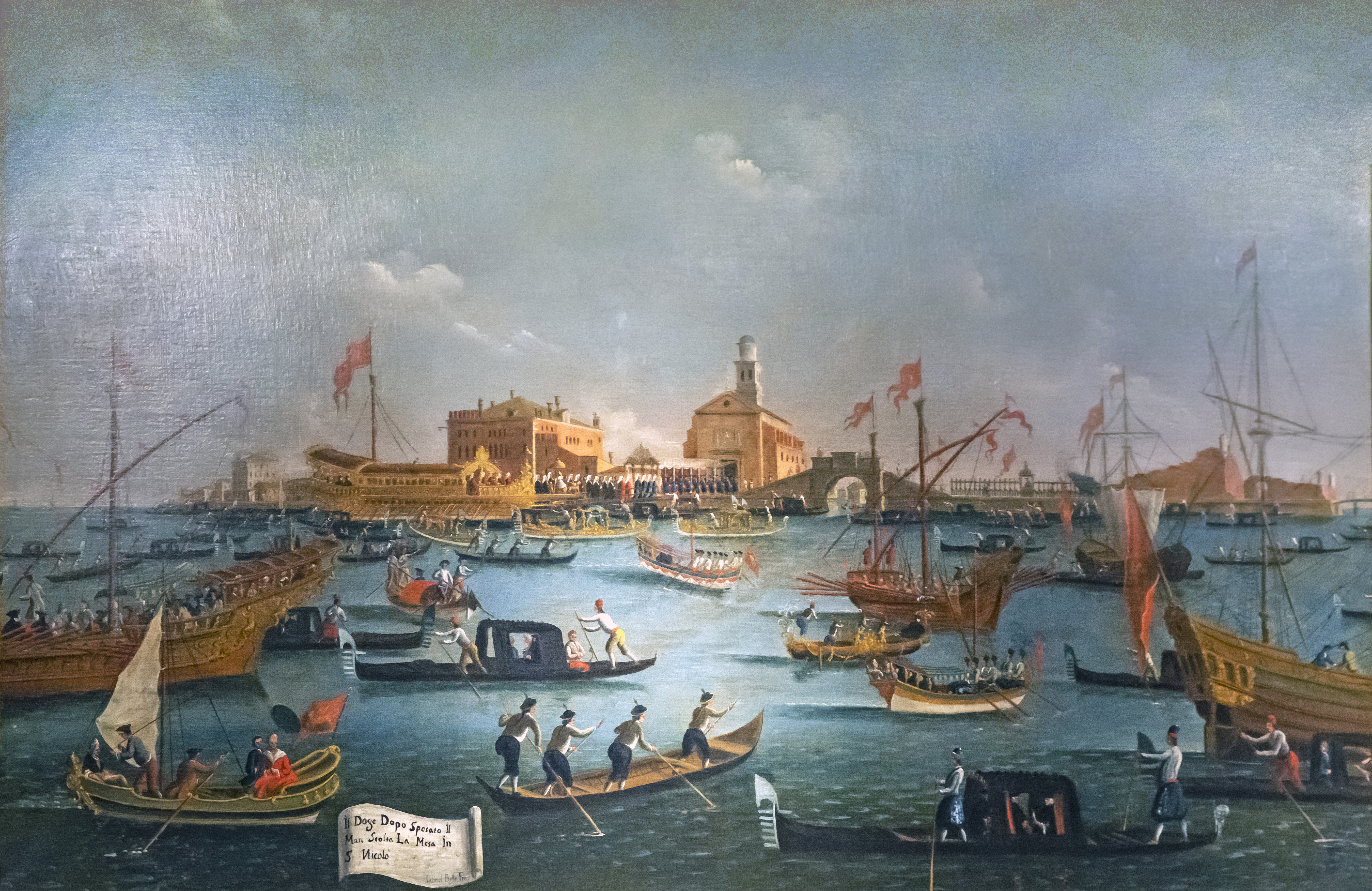
La visite du doge à San Nicolò par Gabriele Bella